# Placy
Placy település Franciaországban, Calvados megyében. Lakosainak száma 154 fő (2018. január 1.). Placy Cesny-Bois-Halbout, Croisilles, Donnay, Espins és Esson községekkel határos.

## Népesség
A település népességének változása:
| Lakosok száma | 112  | 106  | 96   | 125  | 136  | 135  | 150  | 163  | 157  | 154  |
|               | 1968 | 1975 | 1982 | 1999 | 2006 | 2011 | 2013 | 2016 | 2017 | 2018 |